# Катра (Джамму и Кашмир)
Катра — городок в Индии. В основном известен соседствующим с ним святым храмом Вайшно-деви, к которому ведёт горная тропа.

## Туризм
Является турбазой для десятков тысяч паломников в период фестиваля Наваратри идущих в храм Вайшно-деви. В городе имеются гостиницы, рестораны, пункты быстрого питания.
Зарегистрировавшись (платно), паломники идут по горной тропе длиной 13,5 км к храму. Имеются рикши и вертолёт для удобного путешествия.
Число паломников посещающих храм каждый год увеличивается, с 1.4 миллиона в 1986 до 8.2 миллиона в 2009.